# Oswaldo Baqueiro López
Oswaldo Baqueiro López (1932 - 2005) fue un periodista y escritor mexicano nacido y fallecido en Mérida, Yucatán. Miembro de una familia de destacados escritores e intelectuales de Yucatán. Fue tres veces director del Diario del Sureste, periódico del estado de Yucatán, fundado en 1932.

## Datos biográficos
Estudió periodismo en su ciudad natal y ejerció la profesión durante toda su vida.
Trabajó como redactor en diversos medios periodísticos a lo largo de su carrera, entre los cuales el Diario del Sureste, el diario Por Esto!,  El Avance de México dirigido por Fernando Alcalá Bates y la revista Juzgue, dirigida por Juan Duch Colell.
Fue miembro fundador de la Academia Yucatanense de Ciencias y Artes y Promoción Editorial en 1983.
Se desempeñó como director de comunicación del Instituto de Seguridad y Servicios Sociales a los Trabajadores del Estado de Yucatán (ISSTEY) de 1985 hasta 2001. También fue asesor en materia de comunicación para diversas empresas públicas, entre otras Cordemex.
Nombrado director de comunicación social del Gobierno del estado de Yucatán durante la administración de Víctor Manzanilla Schaffer (1988 -1991).
Recibió en 1985 la Medalla Yucatán otorgada por el gobierno de Yucatán durante la administración de Víctor Cervera Pacheco. Recibió también en 1995 el premio de literatura Antonio Mediz Bolio otorgado por el Instituto de Cultura de Yucatán.
Murió el 29 de noviembre de 2005, a los 73 años de edad.
A manera de homenaje póstumo, el gobierno del estado de Yucatán instituyó el premio Oswaldo Baqueiro López al mérito periodístico, que se discierne anualmente a los periodistas especializados en cuestiones culturales y sociales que se distinguen por su desempeño.

## Obra
- Colaboró en la preparación de la Colección Tierra Nuestra (Editorial Komesa) sobre la historia de Yucatán (1979)
- Magia, mitos y supersticiones entre los mayas (1980)[5]
- La Prensa y el Estado (1986)
- El ciclón del siglo (1989)
- Colaboró en la preparación de la enciclopedia alfabética Yucatán en el tiempo (1998)
- Prologó la 3a. edición de El Rumbo de los Versos de Miguel Ángel Menéndez (1993)